# Толедський алькасар

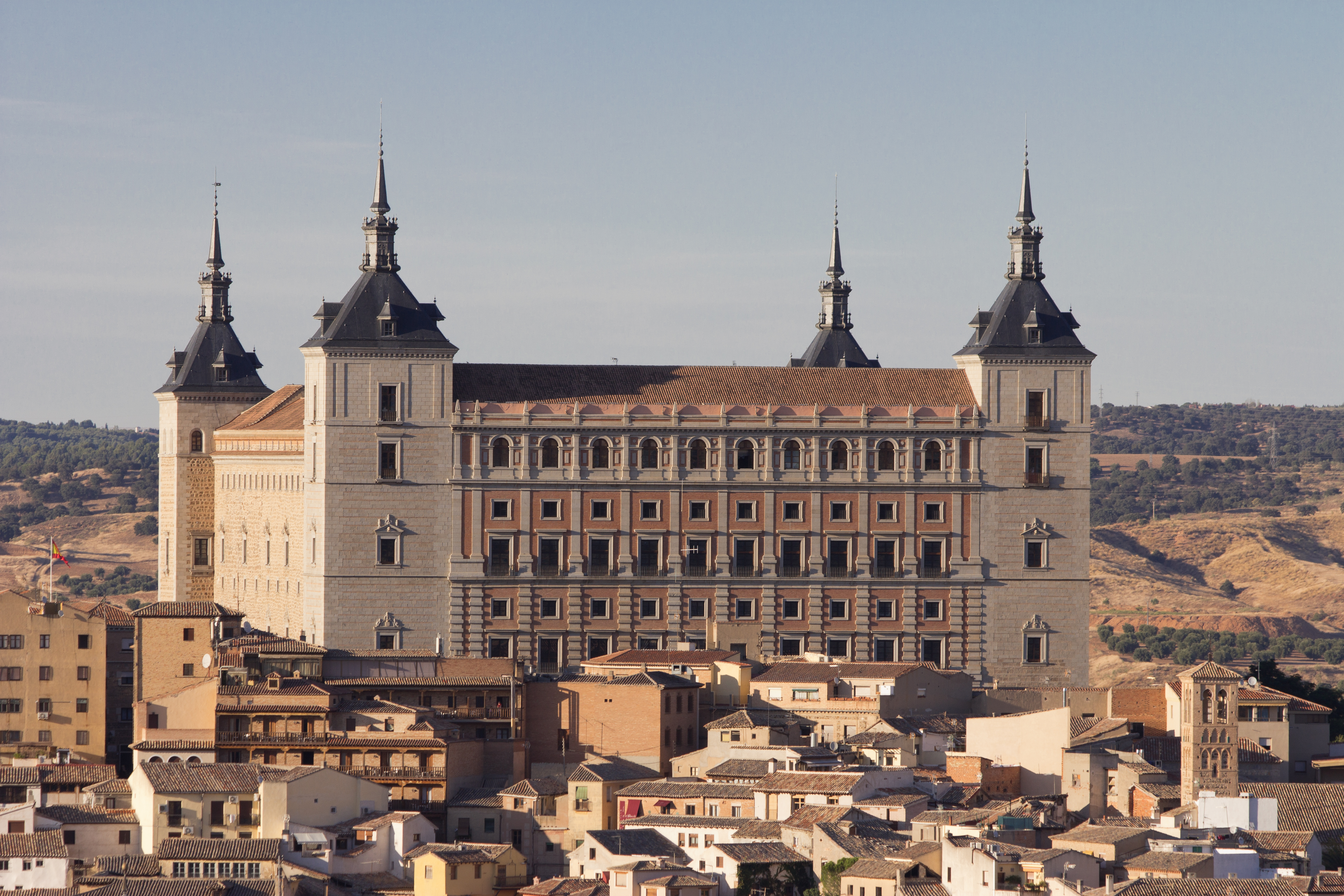
Толедський алькасар.

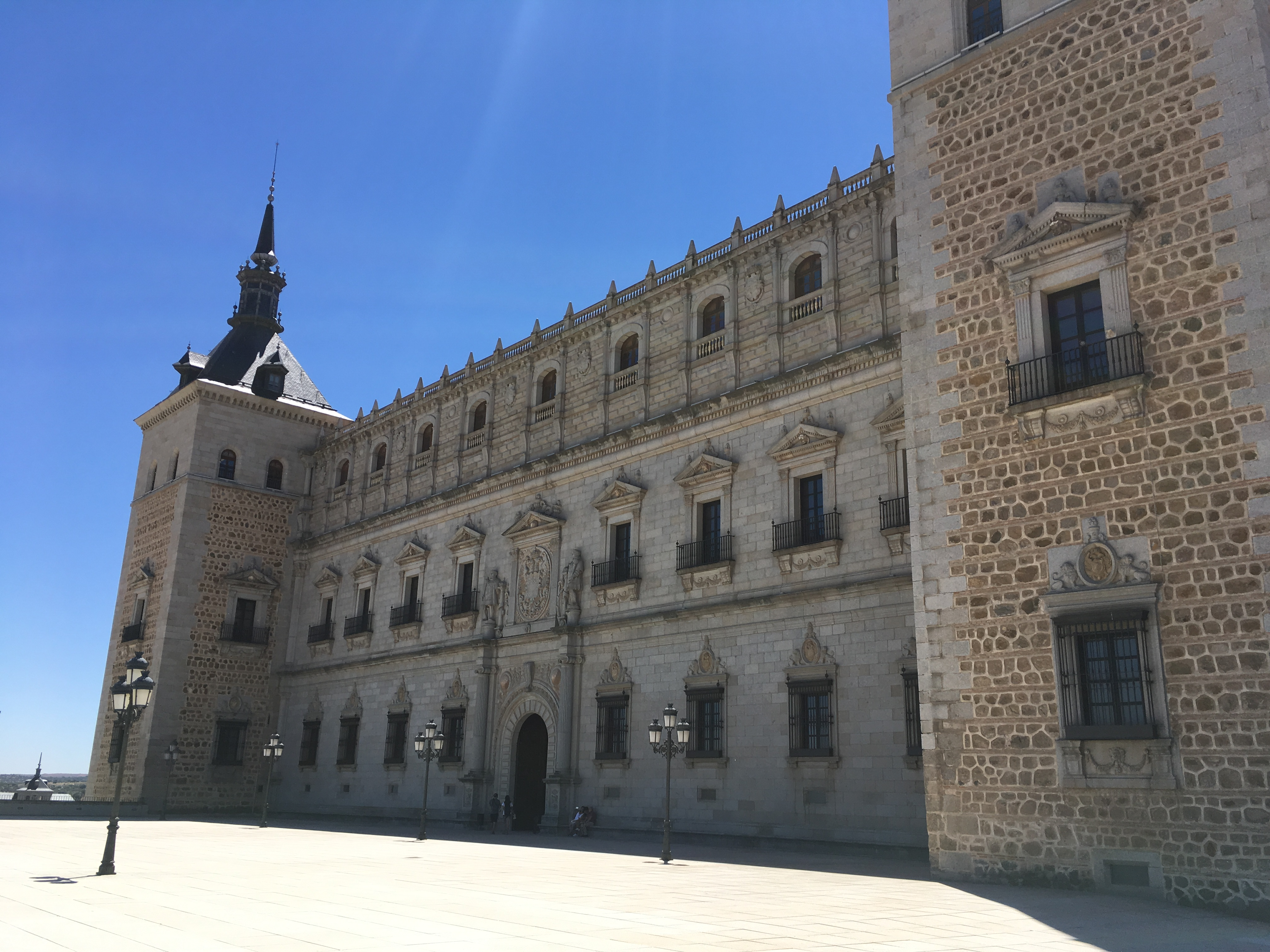
Головний фасад

Толедський алькасар (ісп. Alcázar de Toledo, ісп. вимова: [alˈkaθaɾ ðe toˈleðo]) — кам'яне укріплення (замок), розташоване у найвищій частині міста Толедо, що в Іспанії. Велика чотирикутна будівля розміром зі сторонами по 60 метрів, обрамлена чотирма великими вежами висотою 60 метрів, кожна з яких увінчана шпилем, типовим для місцевості Мадрида. Більшу частину міста було відбудовано між 1939 і 1957 роками після облоги Алькасара під час громадянської війни в Іспанії.

## Історія
Перші укрімлення були побудовані ще римлянами у 3 столітті. У 568 році фортецю було перебуловано вестоготом Леовігільдом для виконання функцій королівського палацу. Пізніше алькасар дороблявся у 836 році Абд ар-Рахманом II та Абд ар-Рахманом III у 932 році. 
Фортеця маврів перейшла в руки іспанців у 1085 році, коли війська короля Кастилії Альфонсо VI повернули ці території християнам.
Був відновлений за Карла I (Карла V, імператора Священної Римської імперії) та його сина Філіпа II в 1540-х роках. У 1521 році Ернан Кортес був прийнятий Карлом I в Алькасарі після завоювання Кортесом ацтеків. 
Назва походить від арабського al-qaṣr «замок» (зрештою, від латинського «castrum»).

## Громадянська війна в Іспанії

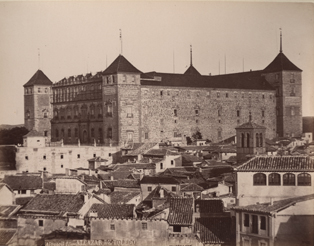
Вид на Алькасар у 1866 році, художник Касіано Альгуасіль.

Під час громадянської війни в Іспанії полковник Хосе Москардо Ітуарте утримував будівлю проти переважаючих сил іспанських республіканців під час облоги Алькасара. Цей інцидент став центральною частиною історії іспанського націоналізму, зокрема історія із сином Москардо Луїсом. Республіканці взяли в заручники 24-річного Луїса і вимагали здати Алькасар, погрожуючи його вбити. Після короткої розмови зі своїм сином по телефону для підтвердження, Москардо сказав Луїсу: «Віддай свою душу Богу, кричи „Viva España!“ і помри як герой».
Москардо відмовився здатися. Тогочасні звіти свідчать, що республіканці вбили сина Москардо. Інші історики повідомили, що насправді Луїса застрелили лише через місяць «у помсту за повітряний наліт». Драматична історія також маскує той факт, що доля кількох заручників-чоловіків, головним чином із Цивільної гвардії, взятих в Алькасар на початку облоги, залишається невідомою. Деякі джерела кажуть, що про цих чоловіків «більше ніхто не чув». Проте принаймні один журналіст, який відвідав Алькасар одразу після його звільнення, побачив кількох в'язнів, прикутих до поруччя у підвалі.
Події Громадянської війни в Іспанії в Алькасарі зробили будівлю символом іспанського націоналізму та надихнули на назву El Alcázar, ультраправої газети, видання якої почалося під час громадянської війни та закінчилося під час переходу Іспанії до демократії як рупор фракції франкістів, що виступала проти реформ після смерті Франциско Франко.

До кінця облоги будівля була серйозно пошкоджена. Після війни її відбудували. Зараз тут розташовані Регіональна бібліотека Кастилії-Ла-Манчі («Biblioteca Autonómica») і Музей збройних сил Іспанії, що раніше знаходився у Мадриді.

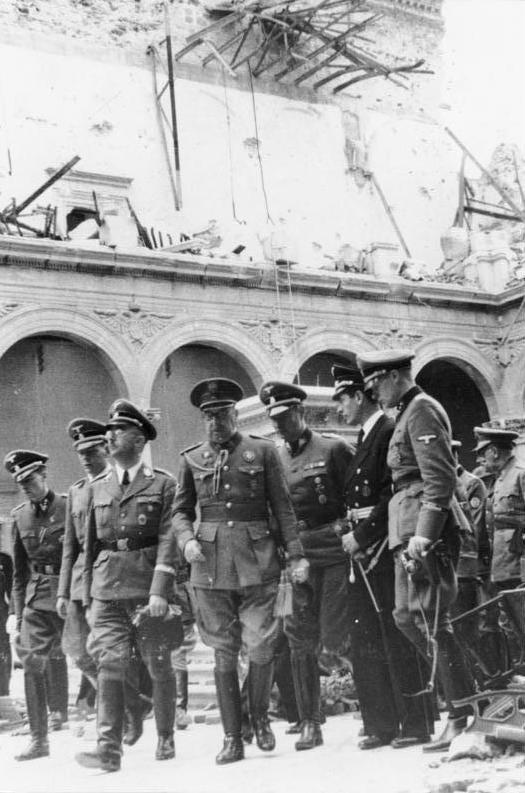
Генріх Гіммлер відвідує Алькасар з Хосе Москардо в жовтні 1940 року.
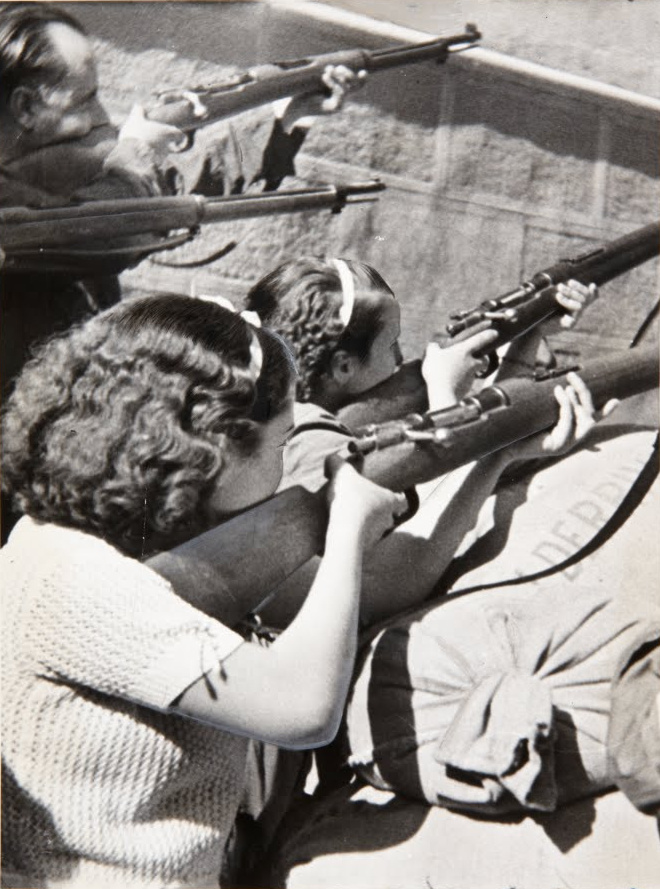
Дві жінки та чоловік під час облоги Алькасара в Толедо, 1936 рік
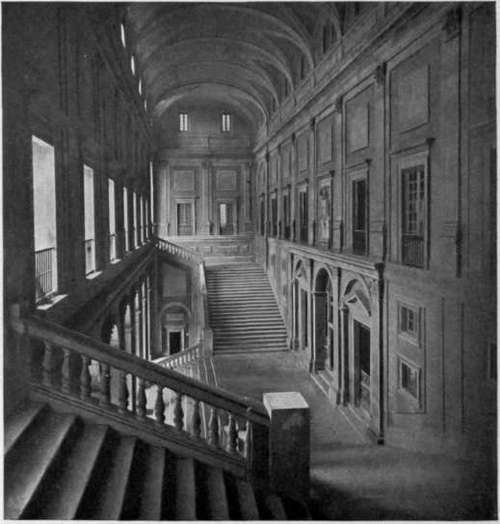
Інтер'єр Алькасара в 1901 році, Жан Лоран.
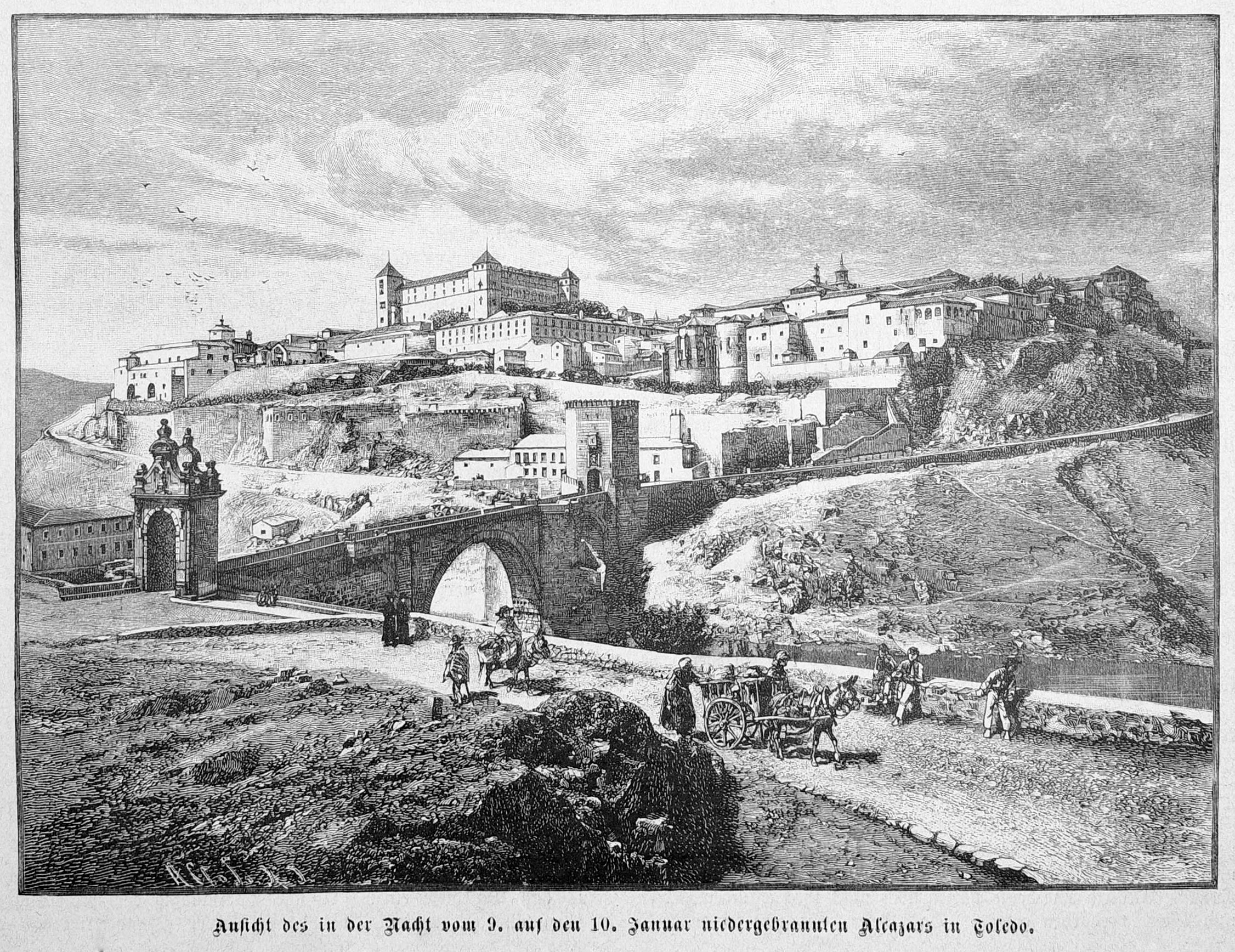
Толедо в 1887 році.
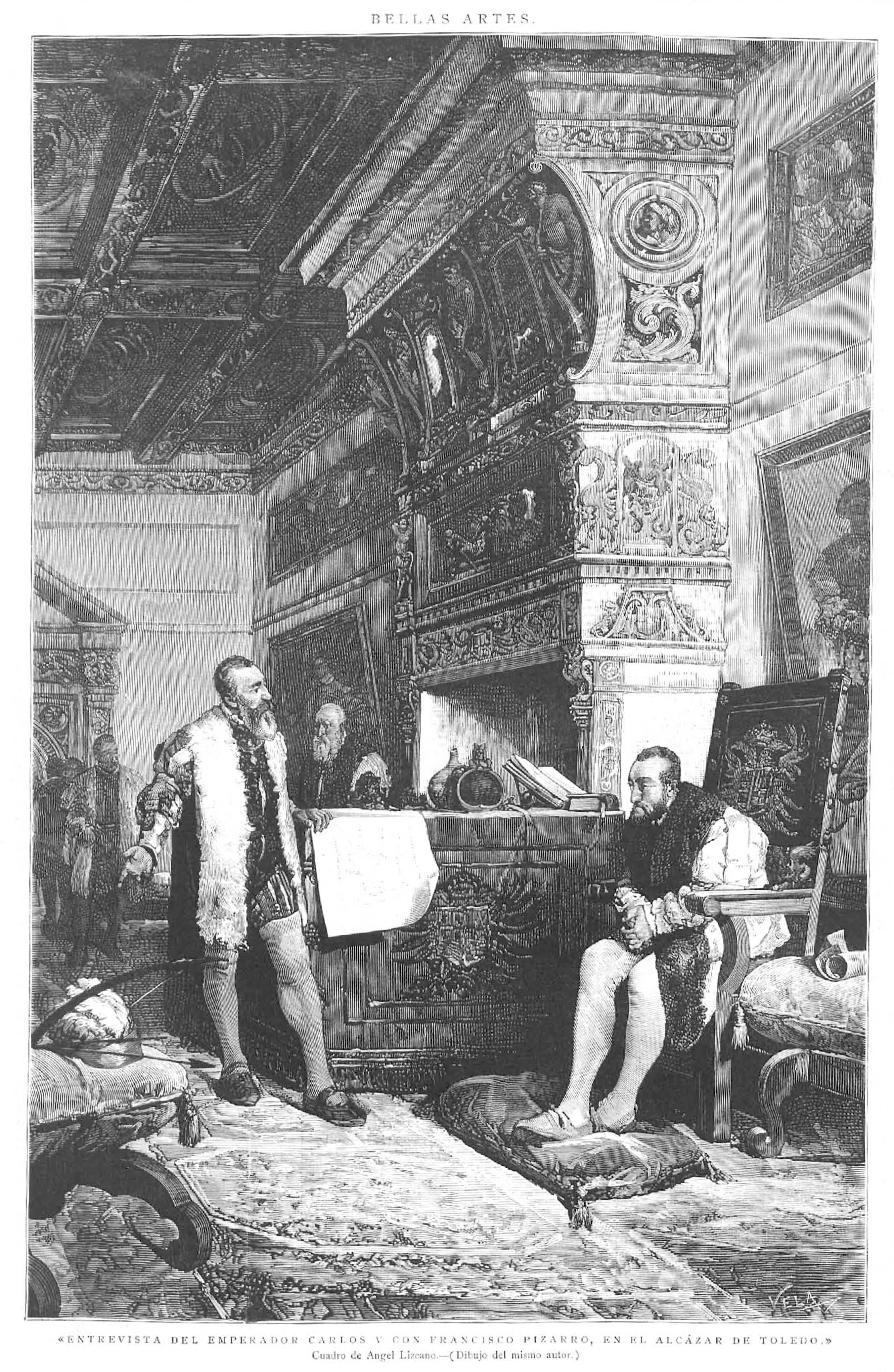
«Інтерв'ю імператора Карла V з Франсиско Пісарро в Алькасарі», бл. 1887 Анхель Ліскано Монедеро
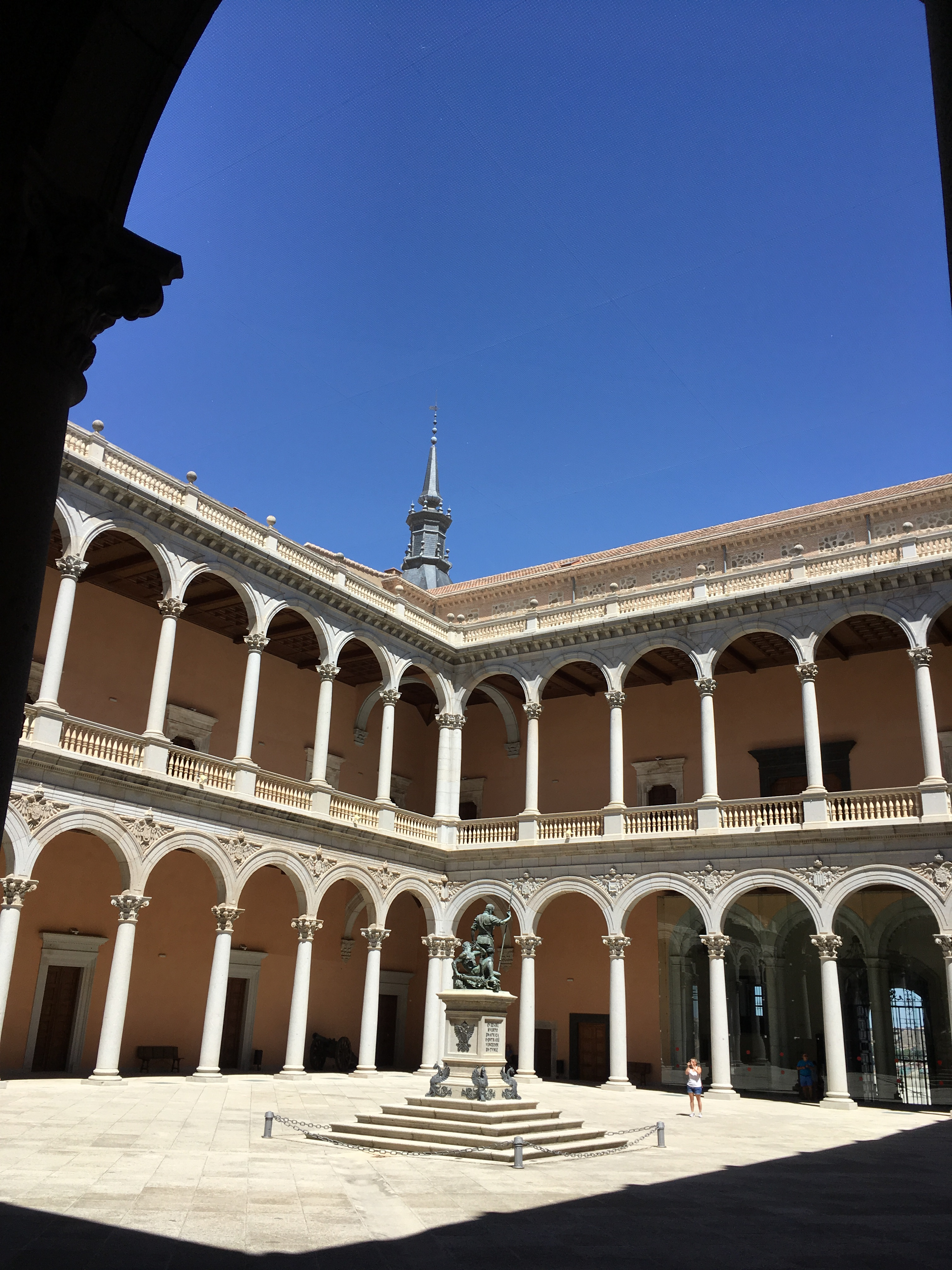
Внутрішнє подвір'я
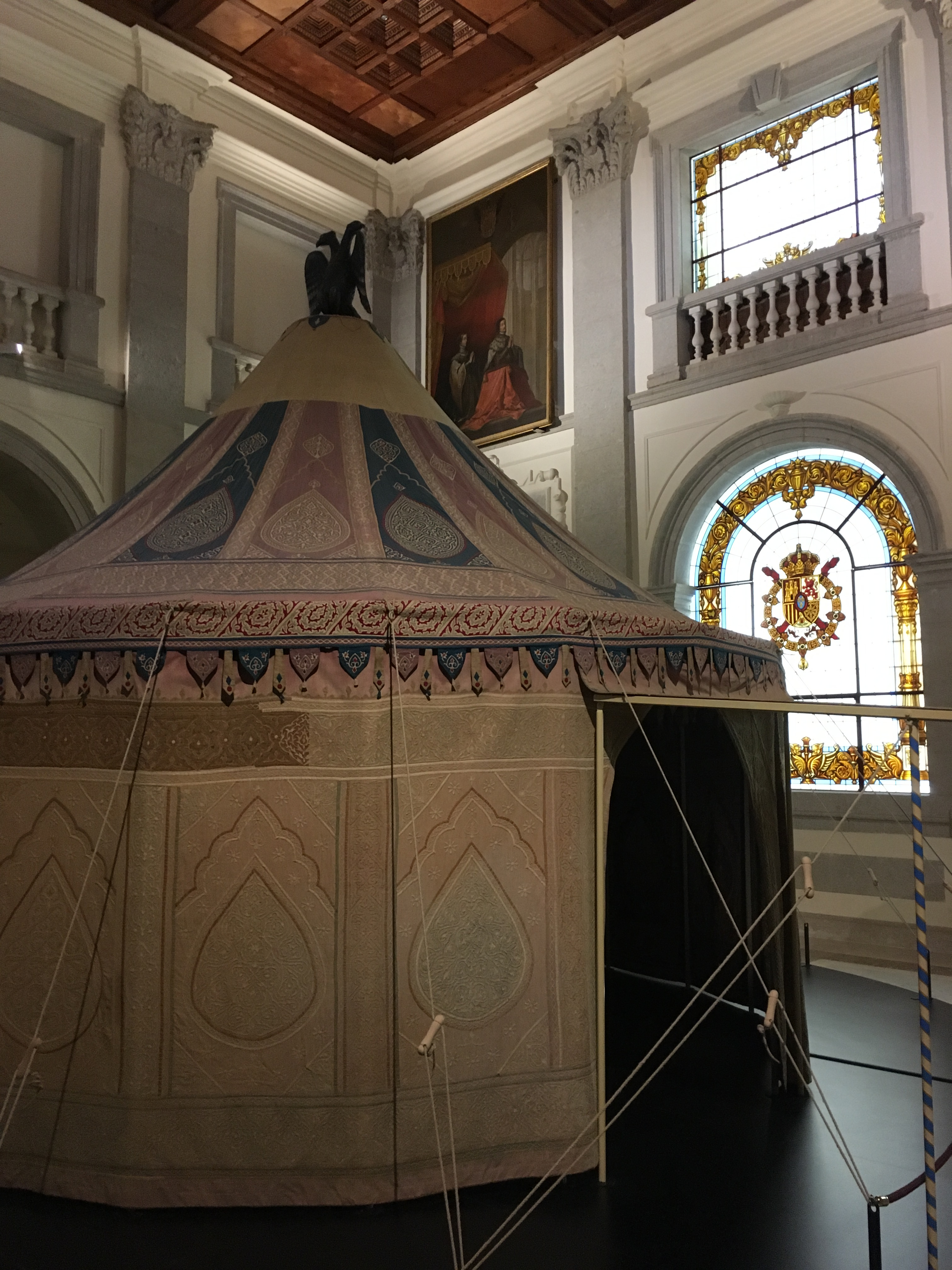
Намет Карла V, Музей армії